# Serbiska republiken Krajina
Serbiska republiken Krajina (serbiska: Република Српска Крајина/Republika Srpska Krajina, förkortat RSK) eller Serbiska Krajina (Српска Крајина/Srpska Krajina) var en icke internationellt erkänd republik som under det kroatiska självständighetskriget (1991–1995) utropades på kroatiskt territorium av kroatienserber.

## Historia

### Bakgrund
Krajina, som betyder gränsland på kroatiska och serbiska, utgjorde under flera hundra år en habsburgsk buffertzon gentemot det islamiska Osmanska riket. Efter att den osmanska erövringen av Wien misslyckats 1683 led den osmanska armén stora förluster och tvingades vid freden 1699 återlämna Ungern och Kroatien. Kroatien och Ungern utgjorde de södra delarna av det katolska habsburgska riket och gränsade till Bosnien och Hercegovina och Serbien som stod under osmanskt styre. Det osmanska styret i Serbien ledde till stora utflyttningar av serber som flydde från den osmanska ockupationen. I serbisk historieskrivning kallas denna massiva utflyttning som ägde rum mellan 1683 och 1699 för De stora serbiska folkvandringarna (serbiskaː Велика сеоба Срба/Velika seoba Srba). Serberna erbjöds av de habsburgska regenterna av Österrike att slå sig ner i Krajina och arbeta som försvarare av rikets södra gränser.[källa behövs]
Dessa emigrerande serber var dock ej de första serberna som levde i det som idag utgör Kroatien. De serbisk-ortodoxa klostren Krka och Krupa och som byggdes 1317 respektive 1345, vittnar om att serber levde i dessa områden redan på medeltiden. Några andra serbiska kloster som byggdes innan den stora folkvandringen är Dragović (1395), Lepavina (1550) och Gomirje (1600).[källa behövs]
Vojna Krajina eller Militärgränsen utgjorde en båge runt Bosnien och in i Vojvodina (idag en autonom provins i norra Serbien). Enligt 1840 års folkräkning inom Österrike-Ungern registrerades 504 179 serber inom Kroatien, vilket utgjorde 32 % av den totala befolkningen. Militärgränsen upplöstes redan under 1800-talet och efter första världskriget blev Kroatien en del av kungariket Jugoslavien.[källa behövs]

### Serbiska republiken Krajina (1991–1995)
RSK etablerades 1991 av kroatienserber, med hjälp av den Jugoslaviska folkarmén (JNA). De till en början militärt överlägsna serberna bedrev etnisk rensning och runt 100 000 kroater och ickeserber fördrevs från området. De flesta kroater sökte sig till andra icke-ockuperade områden i Kroatien. De kroatienserbiska ledarna Milan Martić och Milan Babić dömdes sedermera av den Internationella krigsförbrytartribunalen för det forna Jugoslavien i Haag för krigsförbrytelser och brott mot mänskligheten för sin inblandning i den etniska rensningen av området. RSK:s huvudstad var Knin i Dalmatien, vars kroatiska befolkning redan 1991 var tvungna att fly. RSK tog kontrollen över stora delar av Dalmatien och Slavonien, och hårda strider följde under 1991 och 1992 mellan kroatienserber och JNA på ena sidan och kroater på den andra. Efter 1992 placerades fredsbevarande FN-styrkor i området och stridigheterna avmattades.[källa behövs]

### Upplösning och efterspel (1995–)
Sedan flera medlingsförsök hade misslyckats inledde kroaterna Operation Storm i augusti 1995. I och med operationen återtog kroaterna merparten av området och RSK upplöstes. Under de år som striderna låg nere (1992–1995) försvagades RSK:s ställning genom blockaden och bristen på tillförsel av bland annat krigsmedel. Kroatien kunde däremot, med hjälp av europeiskt krigsstöd, återhämta sig från inledningen av kriget och framgångsrikt genomdriva operationen. Tidigare samma år hade dessutom Operation Blixt genomförts från kroatisk sida, där man lyckats återta den västra delen av Slavonien. Genom Operation Storm lyckades den kroatiska armén återerövra stora områden som var hållna av kroatienserberna. I samband med Operation Storm flydde den serbiska befolkningen från RSK.[källa behövs] Ungefär 200 000–250 000 serber fördrevs från sina hem och tvingades fly till utlandet, främst Serbien.[källa behövs]
Tre kroatiska generaler, däribland Ante Gotovina, ställdes inför rätta av den Internationella krigsförbrytartribunalen för det forna Jugoslavien, anklagade för att ha planerat och utfört etnisk rensning under kriget. De tre kom att försättas på fri fot sedan rätten funnit dem oskyldiga på alla åtalspunkter.
Sedan merparten av RSK återtagits av de kroatiska regeringsstyrkorna återstod den östra delen i Slavonien under RSK:s kontroll fram tills krigsslutet. I Erdutavtalet fastslogs att de resterande territorierna i östra Slavonien fredligt skulle komma att integreras i Kroatien. Dessa förblev dock under Förenta nationernas kontroll fram till 1998. 
Sedan 2006 finns det en exilregering för Serbiska republiken Krajina i Belgrad, Serbien.

## Demografi

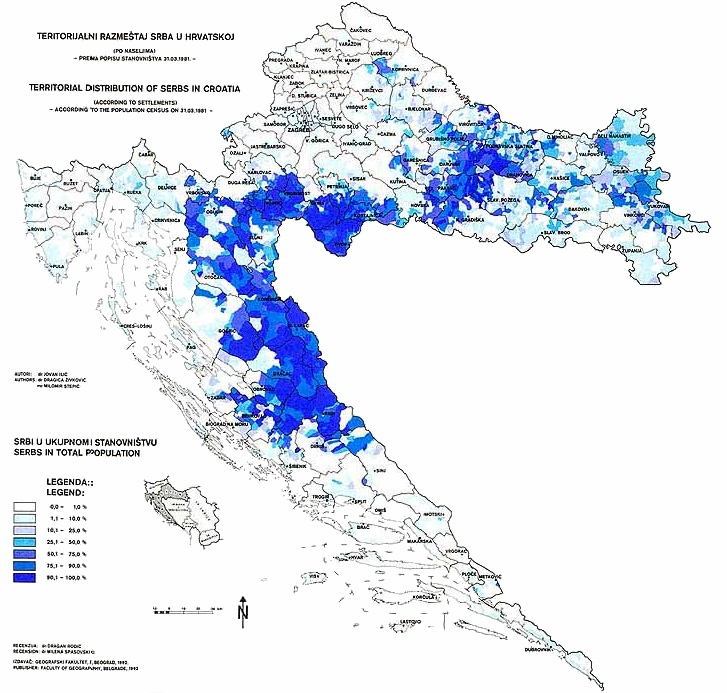
Serbbefolkade områden i Kroatien enligt folkräkningen under 1981.

Enligt 1991 års folkräkning hade Krajinaområdet en etnisk befolkning bestående av 245 800 (59,7 %) serber, 168 000 (30,2 %) kroater och 55 900 (10,1 %) tillhörde en annan etnicitet.
Vid samma folkräkning uppgick den totala serbiska befolkningen i Kroatien till 581 663 (12,2 %). Andelen torde dock ha legat runt ungefär 650 000 kroatienserber då de flesta av de 106 041 som registrerade sig som jugoslaver tidigare registrerat sig som serber.[källa behövs] Vid folkräkningen 1971 hade Kroatien 626 789 registrerade serber. 
Vid den senaste folkräkningen 2011 uppgick den serbiska befolkningen i Kroatien till 186 633 individer eller 4,36 % av den totala befolkningen. Uppskattningsvis lämnade uppemot 150 000 kroatienserber Kroatien under krigsåren och tog sin tillflykt till Serbiska republiken i Bosnien och Hercegovina medan 150 000–400 000 flydde till Serbien och Montenegro. En tredje grupp på runt 100 000 flydde till andra länder runt om i världen.
År 2006 hade mindre än en tredjedel av de serber som lämnade Kroatien i samband med kriget återvänt, medan majoriteten fortfarande levde kvar i andra länder.